# Цитас (муниципалитет)
Цита́с (исп. Dzitás) — муниципалитет в Мексике, штат Юкатан, с административным центром в одноимённом городе. Численность населения, по данным переписи 2010 года, составила 3540 человек.

## Общие сведения
Название Dzitás с майянского языка можно перевести как: банановые деревья, где Dzit — дерево, куст, и Haaz — банан.
Площадь муниципалитета равна 310 км², что составляет 0,78 % от общей площади штата, а наивысшая точка — 26 метров над уровнем моря, расположена в поселении Шосемпич.
Он граничит с другими муниципалитетами Юкатана: на севере с Сенотильо и Эспитой, на востоке с Уаймой, на юге с Тинумом, и на западе с Кинтана-Роо.

## Учреждение и состав
Муниципалитет был образован 17 января 1918 года, но его границы менялись до 1931 года, в его состав входит 5 населённых пунктов:
| Код INEGI | Населённый пункт                                                             | Численность населения (2005 год) | Численность населения (2010 год) |
| --------- | ---------------------------------------------------------------------------- | -------------------------------- | -------------------------------- |
| 030       | Всего                                                                        | 3443                             | 3540                             |
| 0001      | Цитас (исп. Dzitás) 20°50′22″ с. ш. 88°31′34″ з. д. (административный центр) | 2826                             | 2879                             |
| 0008      | Шосемпич (исп. Xocempich) 20°46′15″ с. ш. 88°34′20″ з. д.                    | 563                              | 611                              |
| 0076      | Яшче (исп. Yaxché) 20°43′44″ с. ш. 88°32′52″ з. д.                           | 47                               | 44                               |
| 0063      | Санта-Роса (исп. Santa Rosa) 20°52′11″ с. ш. 88°27′43″ з. д.                 | 3                                | 5                                |
| 0034      | Шно-Сакаб (исп. X-noh Sahcab) 20°48′33″ с. ш. 88°32′49″ з. д.                | —                                | 1                                |
| 0084      | Белен-Уно (исп. Belén Uno) 20°50′04″ с. ш. 88°32′00″ з. д.                   | 4                                | —                                |

## Экономика
По статистическим данным 2000 года, работоспособное население занято по секторам экономики в следующих пропорциях:
- сельское хозяйство и скотоводство — 46,3 %;
- производство и строительство — 27 %;
- торговля, сферы услуг и туризма — 25,6 %;
- безработные — 1,1 %.

## Инфраструктура
По статистическим данным 2010 года, инфраструктура развита следующим образом:
- электрификация: 93,6 %;
- водоснабжение: 99,1 %;
- водоотведение: 49,5 %.

## Достопримечательности
В муниципалитете можно посетить церковь Святой Агнессы, построенную в 1870 году, а также множество археологических памятников цивилизации майя.

## Фотографии

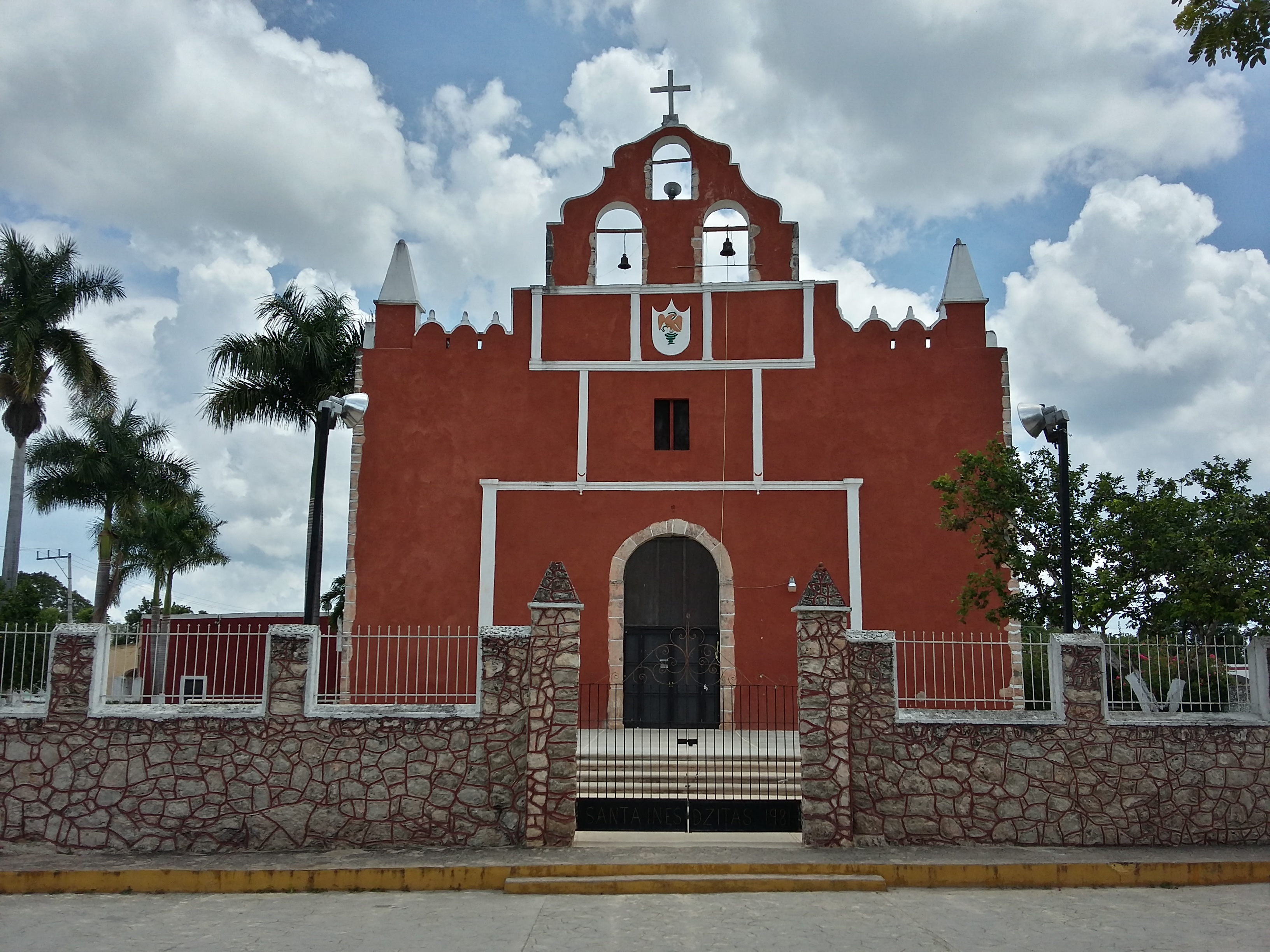
Церковь в Цитасе
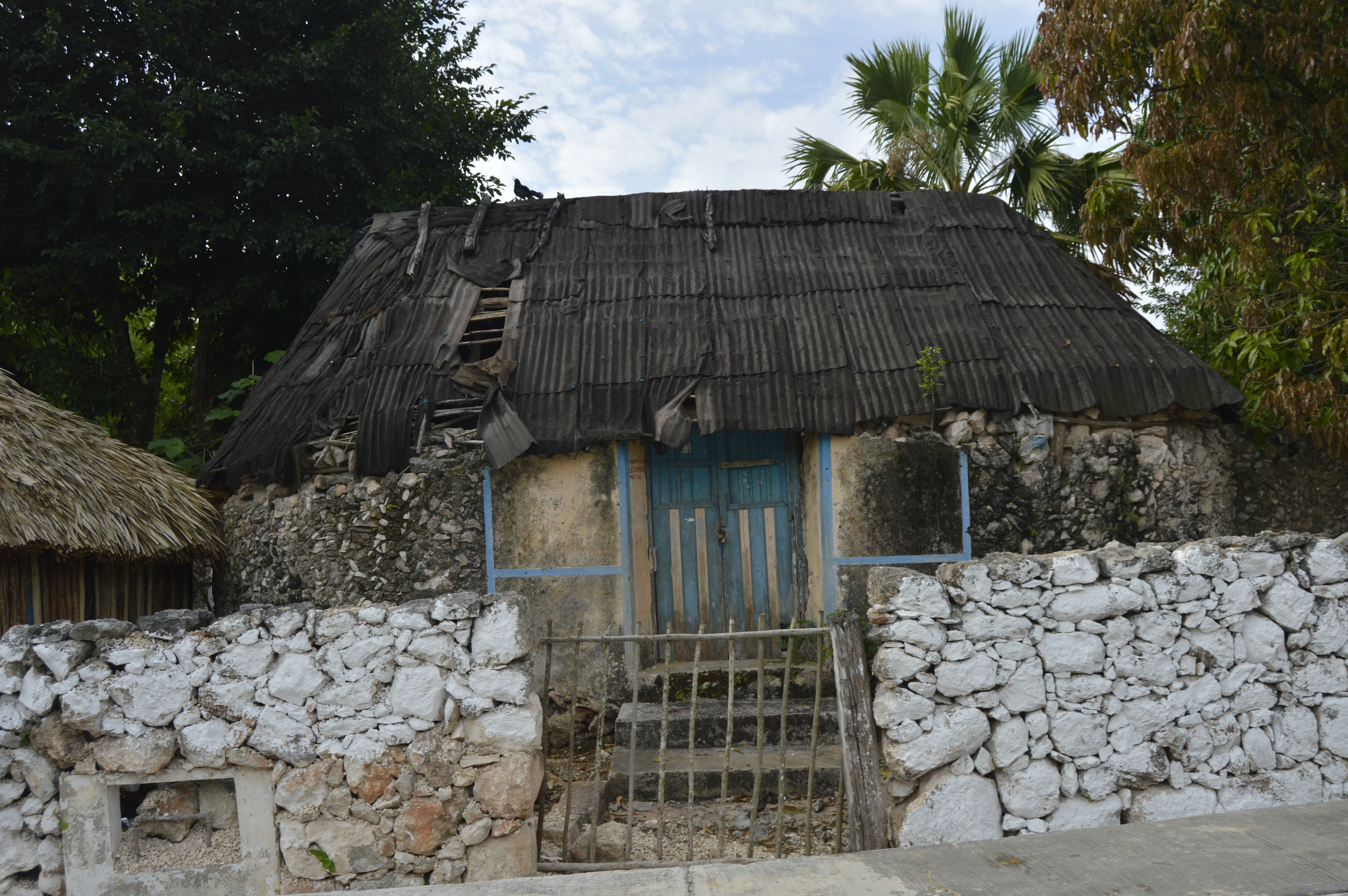
Типичный дом в Цитасе
Цитас, 1932 год